# Милой
Маркуш Жуакин Эрменежилду, также известен как Милой (порт. Marcos Hermenegildo Joaquim; Miloy; род. 27 мая 1981, Луанда) — ангольский футболист, полузащитник.

## Биография
Свою футбольную карьеру Милой начал в 17 лет. Первым его командой луандский «Интерклуби». За него он выступал на протяжении 9 лет. Затем он перешёл «Сантуш де Ангола», за который Милой по-прежнему продолжает выступать.
За национальную сборную Анголы футболист в различное время провел 16 игр. В составе сборной Милой принимал участие на двух крупных турнирах: Чемпионате мира 2006 года в Германии и Кубке африканский наций 2006 года в Египте.

## Достижения
- Победитель Жирабола (1): 2007
- Обладатель Кубка Анголы (1): 2003
- Обладатель Суперкубка Анголы (2): 2001, 2008
- Финалист Кубка Кубков (1): 2001